# Braunau (huyện)
Bezirk Braunau là một huyện của bang
Thượng Áo ở Áo.

## Các đô thị
Các thị xã (Städte) bằng chữ đậm; các phố thị (Marktgemeinden) bằng chữ xiên, các khu ngoại ô, làng và các đơn vị khác của một đô thị được hiển thị bằngchữ nhỏ.
- Altheim
- Aspach
- Auerbach
- Braunau am Inn
- Burgkirchen
- Eggelsberg
- Feldkirchen bei Mattighofen
- Franking
- Geretsberg
- Gilgenberg am Weilhart
- Haigermoos
- Handenberg
- Helpfau-Uttendorf
- Hochburg-Ach
- Höhnhart
- Jeging
- Kirchberg bei Mattighofen
- Lengau
- Lochen am See
- Maria Schmolln
- Mattighofen
- Mauerkirchen
- Mining
- Moosbach
- Moosdorf
- Munderfing
- Neukirchen an der Enknach
- Ostermiething
- Palting
- Perwang am Grabensee
- Pfaffstätt
- Pischelsdorf am Engelbach
- Polling im Innkreis
- Roßbach
- Sankt Georgen am Fillmannsbach
- Sankt Johann am Walde
- Sankt Pantaleon
- Sankt Peter am Hart
- Sankt Radegund
- Sankt Veit im Innkreis
- Schalchen
- Schwand im Innkreis
- Tarsdorf
- Treubach
- Überackern
- Weng im Innkreis